# Bogan Shire Council
Bogan Shire Council is een Local Government Area (LGA) in de Australische deelstaat New South Wales.